# Житорађа
Житорађа је насељено место у Србији и седиште истоимене општине у Топличком управном округу. Према попису из 2022. било је 2.992 становника.

## Географија
Општина Житорађа налази се на југоистоку Србије, у Топличком округу, на удаљености 10 km од коридора 10 који повезује Србију са Северном Македонијом, Грчком и даље са Далеким истоком. Општина се налази на удаљености 35 km југозападно од Ниша, и гравитира Нишу као економском, политичком и културном центру.

## Историја
Први подаци о Житорађи као насељеном месту датирају из 4. века, откад се помиње стари византијски град Житорађско кале (лат. Ad Herculum). Из овог доба потиче и сачуван је верски објекат Латинска црква надомак Житорађе.
Житорађа је 1877. ослобођена од Турака. Ова година се сматра годином оснивања општине.
Посебно познати и атрактивни локалитети налазе се на планини Пасјачи—место звано Кале где су лоцирани остаци старог римског града Ад Херкулем, затим у близини села Глашинца — место звано Глашинска чука, чувена Латинска црква која датира још из 4. века.

## Образовање
Основна школа у Житорађи почела је са радом далеке 1873. године, а ова школе има и осморазредна одељења у Пејковцу, Црнатову и Дубову, а у осталим насељима четвороразредне школе. Школа броји 1652 ученика.
Средња школа Житорађа ради од 1978. године. Школу чине 3 образовна профила машинске, пољопривредне и економске школе.
Предшколска установа за децу је дечји вртић Прва радост, основан 1981. године.
У Житорађи постоји Народна библиотека са фондом од око 35.000 књига.
- Основна школа Топлички хероји
- Средња школа

## Здравство
Дом здравља Житорађа постоји од 1956. године, а у свим већим селима постоје амбуланте.

## Инфраструктура
Окосницу друмског саобраћаја чини деоница регионалног пута Р-245 Ниш – Житорађа – Прокупље - Приштина која пролази кроз Житорађу, регионални путни правац Р–221, Ниш - Пејковац – Прокупље – Приштина који пролази кроз Добрич, средиште повртарске и пољопривредне производње општине, и регионални пут Р - 223 А који повезује општину Житорађа са општином Бојник и пролази кроз Дубово. Укупна дужина регионалних путева износи 38 km. Удаљеност општине од међународног путног коридора Е-75 износи свега 12 km.
Последњих година урађено је много на модернизацији свих путних праваца, а посебна пажња је посвећена уређењу локалних и атарских путева. Само у 2005. години у потпуности је реновирано 24 km путне мреже у општини, а у 2006. години настављено са још 5 km нових путева, тако да се до 2008. г. очекује комплетна модернизација свих путних праваца у општини и свих локалних улица.
Електроенергетска мрежа је на задовољавајућем нивоу. У Житорађи је у припреми и реконструкција далековода 10 kV према Дреновцу и потенцијално новој индустријској зони Бадњевац.
Већина становништва општине Житорађа снабдева се водом путем бунара, изузев општинског центра Житорађа које има уређен систем за водоснабдевање. Изградња водоводне и канализационе мреже у свим селима је у плану. У току је изградња водоводне мреже у 5 месних заједница по заједничком пројекту Европске уније и општине, а у припреми су пројекти за водоснабдевање и осталих месних заједница.
На територији општине постоје богата изворишта воде. Пројектом је планирано повезивање у јединствен систем који ће бити повезан са системом водоснабдевања Селова.
Телекомуникациону инфраструктуру општине Житорађа чине: мрежа фиксне телефоније Телекома Србије и мрежа мобилне телефоније Теленора и Телекома Србије.
Чворна централа у Житорађи везана је за оптички кабл Ниш – Прокупље.
- Аутобуска станица
- Аутобуска станица
- Река у Житорађи

## Привреда
У структури привреде општине Житорађа доминантно место заузима пољопривреда. У структури пољопривреде последњих година примат заузима производња раног поврћа из пластеника и производња бостана. Развијено је воћарство, а такође су заступљене и све остале културе.
Житорађа располаже са укупно 23.303,89 хектара обрадиве површине.
Према последњим подацима структура пољопривредне производње изгледа овако:
Ратарске културе 13.874 ha
Повртарство 1.200 ha
Воћњаци 700 ha
Винова лоза 654 ha
Ливаде и пашњаци 864 ha
Шуме 489 ha
Основна карактеристика производње је у томе што се марљивим и стручним радом на малим површинама постижу изванредни резултати у производњи, уз занемарљиво коришћење хербицида. Производња здраве хране у наредном периоду одвијаће се уз сарадњу и под надзором стручњака из Лабораторије за испитивања састава земљишта и животних намирница при Средњој школи Житорађа. У области сточарства у општини Житорађа постоји С. З. С. З 1 Децембар са капацитетом од 30.000.000 товљених свиња годишње. Фарма спада у ред најуспешнијих у Србији и има заокружени циклус производње. Велике су развојне могућности ове фарме у проширењу делатности на производњу финалних производа, кланичну индустрију и производњу сточне хране за тржиште. Процес приватизације очекује се у 2008. години.
Постојала је Земљорадничка задруга Победа Доње Црнатово са капацитетом за узгој кока носиља од 12000 комада, мешаоном сточне хране и расположивим обрадивим земљиштем од 17 ha и шумом од 120 ha, као и ЗЗ Будућност Житорађа са капацитетом до 10.000 комада товних пилади, опремом и обрадивим земљиштем од 65 ha. Од индустријских капацитета овде је смештен и некадашњи погон ЕИ Ниш – АД АД ХЕРКУЛЕМ Житорађа.
У приватном сектору на територији општине Житорађа послује око 180 самосталних радњи и свега неколико предузећа. У структури самосталних радњи најбројније су радње из области трговине. Тежња је општине и самосталних занатских радњи да се у будућности стимулишу занатске делатности са посебним акцентом на очување старих заната. Од приватних предузећа треба истаћи ПП Серђо Житорађа (фабрика обуће), ПП Амер- пром Влахово (лековити чајеви), ПП Ниле Житорађа (трговина на велико и мало), Кони-трејд Житорађа (кондиторски производи), Кристал Житорађа (обрада стакла)и друга.
Пољопривредни произвођачи су организовани кроз следећа Удружења :
- Удружење пољопривредних произвођача општине Житорађа
- Удружење воћара и повртара Фармер Влахово
- Удружење пољопривредних произвођача Фортеса Вољчинац
- Удружење пољопривредних произвођача Агротим Влахово
- Пчеларско друштво Цвет Житорађа
- Број регистрованих пољопривредних газдинстава је 2.200.

Општина има формирану службу за рурални развој.

## Туризам
О развоју туризма у Општини се стара Туристичка организација општине Житорађа
Општина је кренула са израдом пројектне документације за изградњу „Етно села са ловачким домом“. Предлози су: излетиште Главичица на брду изнад Житорађе, удаљено 3 km од Житорађе, ловни резерват у с. Зладовац на удаљености 11 km од Житорађе и викенд насеље Дебели Луг на 5,5 km од Житорађе.
Последњих година подручје општине је веома посећено ловцима и љубитељима природе из Италије и Грчке који у све већем броју и све дужем временском периоду бораве у Житорађи. Главни адути су пољска јаребица и препелица које живе и опстају само у срединама где нема пестицида и хербицида у земљишту.

## Демографија
У насељу Житорађа живи 2771 пунолетни становник, а просечна старост становништва износи 42,6 година (42,1 код мушкараца и 43,1 код жена). У насељу има 933 домаћинстава, а просечан број чланова по домаћинству је 3,21.
Ово насеље је великим делом насељено Србима (према попису из 2002. године), а у последња три пописа, примећен је пораст у броју становника.
|             | \| Демографија[1] \| Демографија[1] \| Демографија[1] \| \| Година \| Становника \| Становника \| \| -------------- \| -------------- \| -------------- \| \| 1948. \| 2.442 \| \| \| 1953. \| 2.464 \| \| \| 1961. \| 2.618 \| \| \| 1971. \| 2.849 \| \| \| 1981. \| 3.270 \| \| \| 1991. \| 3.503 \| 3.408 \| \| 2002. \| 3.543 \| 3.724 \| \| 2011. \| 3.370 \| \| \| 2022. \| 2.992 \| \| |            |
| Демографија | |            |
| Година      | Становника | Становника |
| 1948.       | 2.442 |            |
| 1953.       | 2.464 |            |
| 1961.       | 2.618 |            |
| 1971.       | 2.849 |            |
| 1981.       | 3.270 |            |
| 1991.       | 3.503 | 3.408      |
| 2002.       | 3.543 | 3.724      |
| 2011.       | 3.370 |            |
| 2022.       | 2.992 |            |

| Етнички састав према попису из 2002.‍ | Етнички састав према попису из 2002.‍ | Етнички састав према попису из 2002.‍ | Етнички састав према попису из 2002.‍ | Етнички састав према попису из 2002.‍ |
| ------------------------------------ | ------------------------------------ | ------------------------------------ | ------------------------------------ | ------------------------------------ |
|                                      |                                      |                                      |                                      |                                      |
| Срби                                 | Срби                                 |                                      | 3.269                                | 92,26%                               |
| Роми                                 | Роми                                 |                                      | 246                                  | 6,94%                                |
| Македонци                            | Македонци                            |                                      | 6                                    | 0,16%                                |
| Југословени                          | Југословени                          |                                      | 6                                    | 0,16%                                |
| Бугари                               | Бугари                               |                                      | 2                                    | 0,05%                                |
| Црногорци                            | Црногорци                            |                                      | 1                                    | 0,02%                                |
| Горанци                              | Горанци                              |                                      | 1                                    | 0,02%                                |
| непознато                            | непознато                            |                                      | 9                                    | 0,25%                                |

| Година пописа     | 1948. | 1953. | 1961. | 1971. | 1981. | 1991. | 2002. |
| ----------------- | ----- | ----- | ----- | ----- | ----- | ----- | ----- |
| Број домаћинстава | 383   | 423   | 560   | 700   | 850   | 950   | 1.008 |

| Број чланова      | 1   | 2   | 3   | 4   | 5   | 6   | 7  | 8 | 9 | 10 и више | Просек |
| ----------------- | --- | --- | --- | --- | --- | --- | -- | - | - | --------- | ------ |
| Број домаћинстава | 134 | 218 | 162 | 217 | 117 | 113 | 32 | 7 | 6 | 2         | 3,51   |

| Пол    | Укупно | Неожењен/Неудата | Ожењен/Удата | Удовац/Удовица | Разведен/Разведена | Непознато |
| ------ | ------ | ---------------- | ------------ | -------------- | ------------------ | --------- |
| Мушки  | 1.440  | 341              | 998          | 79             | 11                 | 11        |
| Женски | 1.474  | 203              | 998          | 228            | 33                 | 12        |
| УКУПНО | 2.914  | 544              | 1.996        | 307            | 44                 | 23        |

| Пол    | Укупно                    | Пољопривреда, лов и шумарство | Рибарство                            | Вађење руде и камена | Прерађивачка индустрија       |
| ------ | ------------------------- | ----------------------------- | ------------------------------------ | -------------------- | ----------------------------- |
| Мушки  | 739                       | 49                            | 0                                    | 1                    | 220                           |
| Женски | 337                       | 42                            | 0                                    | 0                    | 73                            |
| УКУПНО | 1.076                     | 91                            | 0                                    | 1                    | 293                           |
| Пол    | Производња и снабдевање   | Грађевинарство                | Трговина                             | Хотели и ресторани   | Саобраћај, складиштење и везе |
| Мушки  | 3                         | 66                            | 59                                   | 6                    | 46                            |
| Женски | 0                         | 2                             | 53                                   | 10                   | 5                             |
| УКУПНО | 3                         | 68                            | 112                                  | 16                   | 51                            |
| Пол    | Финансијско посредовање   | Некретнине                    | Државна управа и одбрана             | Образовање           | Здравствени и социјални рад   |
| Мушки  | 7                         | 11                            | 122                                  | 30                   | 34                            |
| Женски | 6                         | 2                             | 23                                   | 33                   | 58                            |
| УКУПНО | 13                        | 13                            | 145                                  | 63                   | 92                            |
| Пол    | Остале услужне активности | Приватна домаћинства          | Екстериторијалне организације и тела | Непознато            | Непознато                     |
| Мушки  | 22                        | 0                             | 0                                    | 63                   | 63                            |
| Женски | 10                        | 0                             | 0                                    | 20                   | 20                            |
| УКУПНО | 32                        | 0                             | 0                                    | 83                   | 83                            |

## Занимљивости
Житорађа је родно место певачице народне музике Светлане Ражнатовић.
У Житорађи је одрастао и завршио основну школу српски политичар Ивица Дачић. Дачићева породица се убрзо по његовом рођењу преселила из Призрена у Житорађу.

## Галерија
- Црква Светих Петра и Павла
- Црква Светих Петра и Павла у Житорађи
- Црква Светих Петра и Павла у Житорађи, двери
- Црква Светих Петра и Павла
- Црква Успења Пресвете Богородице
- Црква Успења Пресвете Богородице
- Споменици у порти цркве
- Дом културе
- Народна библиотека
- Хала спортова
- Топлица
- Споменик палим борцима у Првом и Другом светском рату
- Споменик Николи Кокоњешевићу
- Градски парк
- Градски парк
- Градски парк
- Житорађа, центар
- Зграда Црвеног крста у Житорађи
- Услужни центар
- Предшколска установа Прва радост
- Терен фудбалског клуба Житорађа